# روبرت الرايني

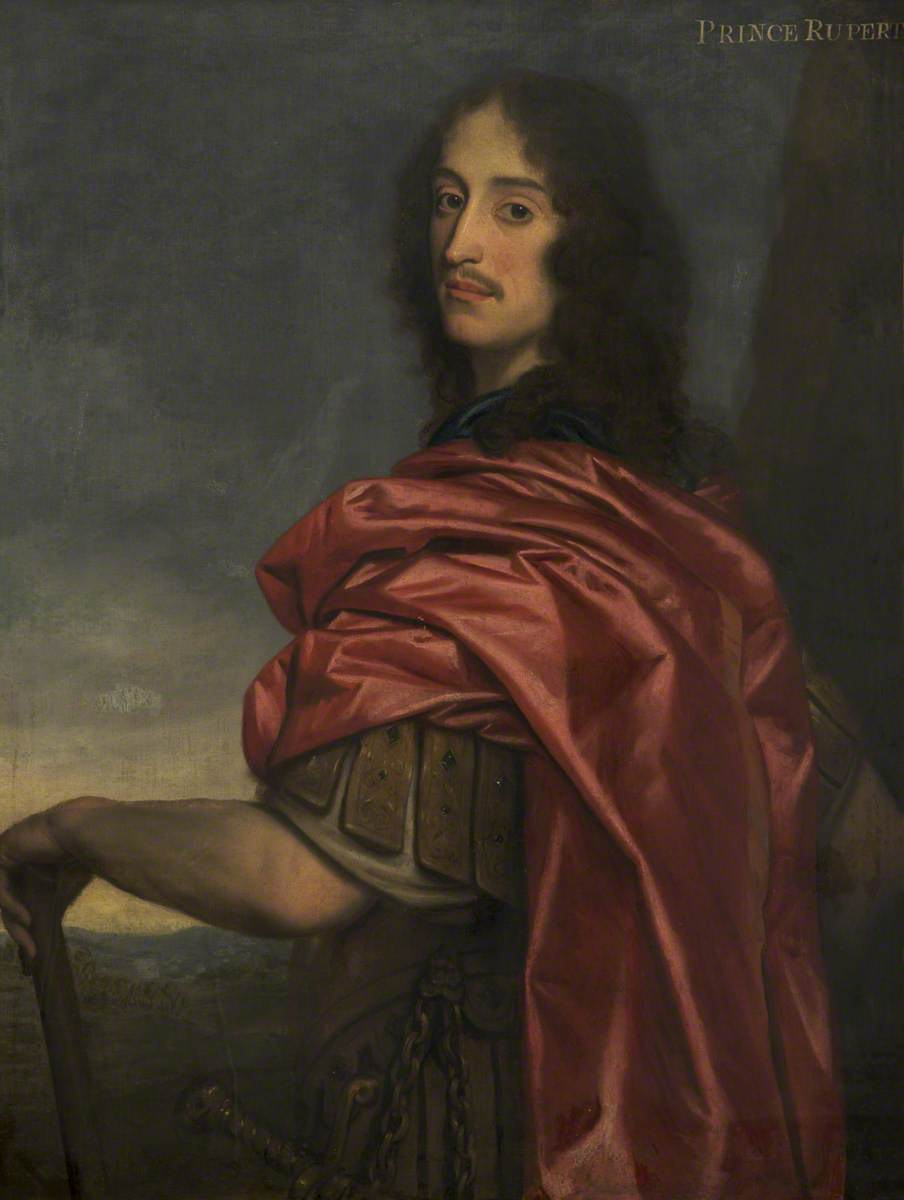
أدميرال روبرت الرايني

 وقائد عسكري نمساوي المولد ، ولد عام 1619م ، كان الشخصية الأكثر بطولة في صف الملكيين في الحرب الأهلية الإنكليزية العظمى ( 1642م - 1647م ) .
فقد كان ابن فريدريش الخامس ناخب بالاتينات، ملك بوهيميا وإليزابيث ستيوارت وأخت لتشارلز الأول وقائداً أساسياً لجيشه لبعض من الزمن .
كان خبير فروسية مندفعاً عنيداً غالباً ما يضيع النصر في المعركة عندما يفشل في متابعة ومطاردة بقايا القوات المهزومة للقضاء عليها .
ومثال على ذلك معركة إيدجهل التي وقعت سنة 1642 م حيث ظن أن البرلمانيين قد هزموا في حين نجوا ليحاربوا ثانية .
وعندما افتقد الملك في نيسباي ، أعلن روبرت نفسه ملكاً بشجاعةِ . استسلم للبرلمانيين وأُبعد
حيث غادر إنكلترا محاولاً أن يقود قوات بحرية ضد الكومنولث ، ولكنه فشل .
وعندما أعيد ابن عمه تشارلز الثاني في سنة1660م أعطى روبرت منصباً رفيعاً في البحرية وجعل أدميرال الأسطول سنة 1673م ·
وكان أول لورد للأدميرالية من سنة 1673 م - 1679م
توفي الأمير روبرت الرايني عام 1682 م عن عمر ناهز 63 عاماً .
]]

## روابط خارجية
- روبرت الرايني على موقع الموسوعة البريطانية (الإنجليزية)